# Cappareae
Le Cappareae sono una tribù della famiglia delle Capparaceae sottofamiglia  Capparoideae.

## Tassonomia
Secondo la tassonomia del Sistema APG la famiglia rientra nell'ordine delle Brassicales, mentre nel Sistema Cronquist è compresa nell'ordine delle Capparales.
La suddivisione sistematica di questa tribù è ancora in discussione: alcune tesi considerano questa le Cappareae comprensiva di altre tribù della stessa sottofamiglia, quali le Apophylleae e le Cadabeae, oltre a generi attribuiti alle Capparaceae ma dalla collocazione incerta; altre tesi considerano le suddette tribù dei taxa distinti dalle Cappareae.
Fra i generi, quello di maggior interesse comprende la specie Capparis spinosa, comunemente chiamata "cappero".
Generi:
- Capparis
- Crateva
- Ritchiea
- Morisonia